# Cœur-de-la-Vallée
Cœur-de-la-Vallée es una comuna nueva francesa situada en el departamento de Marne, de la región de Gran Este.

## Historia
Fue creada el 1 de enero de 2023, en aplicación de una resolución del prefecto de Marne de 28 de septiembre de 2022 con la unión de las comunas de Binson-et-Orquigny, Reuil y Villers-sous-Châtillon, pasando a estar el ayuntamiento en la antigua comuna de Reuil.

## Demografía
Según los datos aportados en la resolución del prefecto de Marne, la comuna se crea con 1702 habitantes.

## Composición
| Comuna delegada        | Código INSEE | Población (2020) | Superficie (km²) | Densidad (hab./km²) |
| ---------------------- | ------------ | ---------------- | ---------------- | ------------------- |
| Binson-et-Orquigny     | 51063        | 166              | 3.39             | 49                  |
| Reuil                  | 51457        | 281              | 5.36             | 52                  |
| Villers-sous-Châtillon | 51637        | 210              | 4.84             | 43                  |